# Discorhabdella hindei
Discorhabdella hindei är en svampdjursart som beskrevs av Boury-Esnault, Pansini och Uriz 1992. Discorhabdella hindei ingår i släktet Discorhabdella och familjen Crambeidae. Inga underarter finns listade i Catalogue of Life.